# Тасшагільський сільський округ
Тасшагі́льський сільський округ (каз. Тасшағыл ауылдық округі, рос. Тасшагильский сельский округ) — адміністративна одиниця у складі Кзилкогинського району Атирауської області Казахстану. Адміністративний центр — село Тасшагіл.
Населення — 1732 особи (2021; 2105 у 2009, 2191 у 1999, 2136 у 1989).
Станом на 1989 рік існувала Тасшагильська сільська рада (села Когам, Тасшагил).

## Склад
До складу округу входять такі населені пункти:
| Населений пункт | Колишні назви | Населення, осіб (1989) | Населення, осіб (1999) | Населення, осіб (2009) | Населення, осіб (2021) |
| --------------- | ------------- | ---------------------- | ---------------------- | ---------------------- | ---------------------- |
| Когам, село     | -             | 331                    | 273                    | 311                    | 87                     |
| Конистану, село | -             | -                      | 339                    | 112                    | 55                     |
| Тасшагіл, село  | Тасшагил      | 1805                   | 1579                   | 1682                   | 1590                   |